# Somovit Point
Somovit Point är en udde på nordöstra delen  av Robert Island i Sydshetlandsöarna. 
Argentina, Chile och Storbritannien gör anspråk på området.